# Антерос
Антэрос ( др.-греч. Ἀντέρως, Ἀντ - против έρως - любовь  ) — Бог Антэрос — Противник любви, противоположность Эросу.
Согласно древнегреческой мифологии страстный Эрос (Эрот — Любовь) и хладнокровный, рациональный Антерос относятся ко второму поколению богов.
Самым страшным проклятием в Древней Греции считалась ненависть, порождённая любовью. Именно такой ненависти и покровительствовал Антерос. Он порождал страстное желание разрушить объект любви. Люди, неспособные любить, считались одержимыми Антэросом. Бог Аполлон вечно высмеивал Эроса, за это любимые им женщины были одержимы Антэросом (нимфа Дафна, Кассандра).
В романе Ефремова «Таис Афинская» есть эпизод, в котором Таис испытывает ужас при виде алтаря Антэроса, считая его богом анти-любви.
Согласно некоторым исследователям, греческая приставка «ант» была неправильна истолкована, и означает не «противоположный», а «предшествующий» или «соответствующий». Таким образом, образ божества является противоречивым и рождает споры, в связи с малым количеством сохранившихся источников с его упоминаниями, а также в связи с этимологией и морфологией этого имени.
Антэрос входил в свиту Афродиты.
Однако позднее верования греков переменились, родителями Эроса и Антэроса (ненависть, страсть, мания) стали считаться Арес и Афродита (другие дети от этого союза Деймос (ужас), Фобос (страх) и Гармония).
Существует миф, что старший брат Антероса Эрос не рос, как остальные детишки, а оставался маленьким, пухлощеким проказником. И его мать, Афродита, спросила у Фетиды, в чём причина. Мудрая Фетида ответила, что Любовь не может расти без Страсти. Тогда Афродита родила Антероса (Страсть). Когда Эрос и Антерос вместе, Эрос быстро растет, превращаясь в красивого, стройного юношу, но как только Антерос покидает Эроса, Эрос вновь возвращается к детским формам и детским шалостям.
Жертвенники Антероса были в Афинах и Элиде.
Есть барельефные изображения в гимназии Элиды и т. д. Эроса и Антероса в виде двух братьев, борющихся за пальмовую ветвь.
Известно и иное толкование Антероса: это бог неразделенной любви, он наказывал тех, кто оставался равнодушным к чужим чувствам. Отсюда имеется трактовка, что он покровительствует взаимной любви.
В XIX веке, когда возник интерес к античности, Антеросу, в противоположность Эросу, стали приписывать христианские кротость и смирение.